# Мохамед Саид Фофана
Мохамед Саид Фофана (фр. Mohamed Said Fofana; рођен 1952) је гвонејски политичар и премијер Гвинеје од 2010. године. На ову функцију поставио га је председник Алфа Конде. Пре тога био је директор за екононска истраживања и трговинску индустрију.